# Форкан
Форкан (перс. گروه فرقان‎) — иранская радикальная террористическая организация 1976—1980 годов. Идеологически соединяла шиитскую версию исламизма с воинствующим антиклерикализмом, выступала за «ислам без духовенства». Стояла на позициях леворадикального популизма, антикапитализма и в то же время антикоммунизма. Поддержала Исламскую революцию, но крайне враждебно отнеслась к хомейнистскому режиму Исламской республики. Выступала против «муллократов», «богатых базари», «либеральных политиков» и «марксистских атеистов». Вела подпольную вооружённую борьбу против теократии. Совершила ряд терактов и убийств политических и религиозных деятелей хомейнистского режима. Ликвидирована хомейнистскими органами безопасности в начале 1980 года. Лидеры были казнены, активисты приговорены к длительными срокам заключения.

## Основание
Организация была создана в 1976 году мусульманскими студентами-шиитами — последователями исламского социализма. Главным мировоззренческим принципом группы являлся «ислам без духовенства». Основателем выступил 20-летний Акбар Гударзи — сын лурестанского крестьянина-пастуха и мелкого торговца, студент медресе в Тегеране и Куме, проповедник и толкователь Корана. Он являлся идеологом и политическим лидером группы. Его ближайшими соратниками были Аббас Аскари, Мохаммад (Мехди) Мотади, Камаль Ясини и Али Хатами. Аскари курировал в организации пропаганду, Мотади — силовые акции.
С другой стороны, по данным Государственного департамента США, Форкан была создана в 1975 году «как небольшая пуританская религиозная группа, не имевшая в прошлом истории насилия», которая «считается политически левой». Основной целью группы предполагалась борьба против планов шиитских священнослужителей установить контроль над иранским правительством.
Название Форкан восходит к 25-й суре Корана Аль-Фуркан и означает Различение (добра и зла, верного и неверного) . Доктрина, программа и деятельность были проникнуты философским и нравственным ригоризмом. Бескомпромиссность в вопросах религии и морали определяла предельный радикализм в политике. Заметен был и характерный для шиизма культ борьбы и самопожертвования.
Общая численность Форкан составляла до пятидесяти человек. Первоначально они занимались изучением Корана, но быстро перешли к выработке политической программы и планированию конкретных действий.

## Идеи
Акбар Гударзи и его друзья провозгласила себя последователями исламского социалиста Али Шариати. В своих листовках они даже угрожали расправой Мехди Базаргану за полемику с их учителем. Однако идеология Форкан формулировалась гораздо радикальнее воззрений Шариати. По мнению исследователя профессора Ронена Коэна, приверженность идеям Шариати заявлялась «инструментально» и позволяла на «престижной» основе развивать собственную доктрину.
Акбар Гударзи, под влиянием революционного мышления и текстов Али Шариати, написал около 20 интерпретаций Корана как «монотеистической идеологии» — именно так, как предлагал Шариати, — чтобы представить новую и современную интерпретацию его послания.
Большое влияние оказали оппозиционные шиитские теологи Али Хатами (впоследствии арестован и покончил с собой в тюрьме) и Хабиболла Ашори (впоследствии исключён из клира). В теологическом плане организация исходила из традиции Двенадцати имамов — которые, по мнению Гударзи и его единомышленников, заповедовали равенство людей. Шиитская ветвь ислама провозглашалась высшим мировоззрением, единственно верной религией. При этом Форкан, исходя из принципа монотеизма, яростно осуждала клерикализм, в том числе шиитский. В этом заключалась суть «ислама без духовенства». Сам Акбар Гударзи претендовал тоже претендовал на статус теолога и выступал с собственным прочтением Корана, в котором акцентировал социальную сторону «религии обездоленных». Его богословские изыскания не принимались всерьёз, что усиливало ненависть Гударзи к духовенству.
В социальном плане Форкан стояла на позициях левого радикализма и классовой борьбы. В её политической идеологии отмечалось сильное влияние ОМИН. Однако Форкан не объединилась с «исламскими марксистами» — моджахединами, оставаясь независимой революционной группой. Светское мировоззрение ОМИН заставило Форкан от неё дистанцироваться. Активисты группы восхищались революционным энтузиазмом моджахединов, но отвергали их религиозную индифферентность. Опорой Форкан оставались мечети и семинары южных кварталов Тегерана.
Форкан призывала к экспроприации «богатого базара» (блок вакуфных собственников с крупными коммерсантами) и шахского государства, выдвигала антикапиталистические лозунги, проповедовала враждебность к режиму Мохаммеда Реза Пехлеви. Однако главным классовым врагом объявлялось исламское духовенство.
В то же время важное место в доктрине Форкан занимал жёсткий антикоммунизм. Врагами религии и народа Форкан считала не только правящий режим, буржуазную олигархию и духовенство, но также «бездуховных либералов» и «марксистских атеистов». При этом борьба понималась как насильственные действия, вплоть до физического уничтожения противников.

Эта группа подводила Коран под свои революционные идеи… Они с лёгкостью выносили смертную казнь любому, кто не признавал их сомнительного прочтения Корана.

При этом, по отзывам активистов ОМИН, «мышление членов Форкан было скорее шариатским, чем левым». Доминирование исламистских мотивов над социальными, ментальность религиозного фанатизма, жёсткая ограниченность интеллектуальных установок также препятствовали сотрудничеству «форкановцев» с моджахединами.

## Оппозиция
В секретном отчёте израильского консульства в Тегеране министерству иностранных дел Израиля от 14 февраля 1977 года содержалось досье «Иран — подпольная деятельность». Там упоминалась ранее неизвестная подпольная группа, действующая прежде всего против видных политических деятелей, а не военных или полицейских чинов. В досье указывалось на активность этой группы «в течение предыдущих двух лет» (то есть с 1975 года). Отмечалось, что цели и задачи группы неизвестны, но могут быть поняты из публикаций в СМИ, которые способствуют привлечению сторонников к антишахской борьбе.
При правлении шаха Мохаммеда Реза Пехлеви тайная полиция САВАК вела наблюдение за группой Форкан. После 1976 года усилились репрессии против всех оппозиционных организаций. Однако на тот момент Форкан не представляла серьёзной угрозы шахскому режиму, и спецслужба лишь вела учёт её активности.
Первоначально группа Форкан группа использовала название Кахфиты — Люди пещеры. Этот термин содержался в отчётах САВАК 1977 года. Их деятельность в основном сводилась к собраниям для изучения тафсира и Корана. Об этом свидетельствует один из сохранившихся отчётов САВАК. Отмечалось, что кахфиты собирались в мечети Хамсе. Акбар Гударзи давал уроки, в ходе которых интерпретировал коранические и тафсирские тексты. Ученики представили Гударзи как ахунда — священнослужителя и духовного лидера. С этого времени Гударзи находился под плотным наблюдением агентов САВАК. Спецслужба делала вывод о стремлении кахфитов к альянсу с коммунистами.

## Террор
Форкан поддержала движение Исламской революции и свержение шахского режима в феврале 1979. Но организация крайне враждебно отнеслась к установлению клерикальной диктатуры, шиитской теократии во главе с аятоллой Хомейни. Активисты решительно сделали ставку на вооружённую борьбу. Оружие либо захватывалось в хаосе первых недель революции, либо приобреталось на средства, полученные от ограблений банков.
«Революция украдена муллами!» — объявили Акбар Гударзи и его соратники. Духовенство они заклеймили как «основу обмана». На мартовском референдуме Форкан призывала голосовать против исламской республики как «заговора лжи». С апреля 1979 года боевики Форкан перешли к подпольному террору против лидеров хомейнизма.
Пик борьбы Форкан с клерикализмом наблюдался в первый период после победы революции. Первой жертвой Форкан стал генерал Мохаммад-Вали Гарани, начальник генштаба армии Исламской республики. Неделю спустя, в начале мая, был убит один из ближайших сподвижников Хомейни Муртаза Мутаххари, глава Совета исламской революции — личный враг Акбара Гударзи, которого лидер Форкан называл «дьявольским элементом». В июле «форкановцы» расстреляли видного пропагандиста теократии телеведущего Сейида Бахбахани, в августе — начальника тегеранской тюрьмы Каср Мехди Араги. В ноябре Форкан совместно с ОМИН организовала убийство представителя Хомейни в Тебризе Али Кази Табатабаи. В декабре под пулями Форкан погиб идеолог хомейнизма декан теологического факультета Тегеранского университета Мохаммед Мофаттех. Всего Форкан совершила около двадцати успешных терактов.
Несколько аналогичных акций не удалось довести до результата. Остались живы атакованные «форкановцами» генеральный прокурор Абдул-Карим Мусави Ардебили, вице-премьер Аббас Амирзаде, будущий президент Ирана Акбар Хашеми Рафсанджани, крупный промышленник Ахмад Ладжеварди (в последнем случае акция мотивировалась не антиклерикальной, а антикапиталистической борьбой). Планировались теракты Форкан против аятоллы Мохаммада Бехешти и ходжат-оль-ислама Джавада Бахонара (оба впоследствии были убиты боевиками-моджахединами).
Деятельность Форкан прекратилась в начале 1980 года. Однако в июне 1981 было совершено покушение на Али Хосейни Хаменеи, будущего второго рахбара, преемника аятоллы Хомейни. Аятолла Хосейни-Хаменеи был ранен взрывным устройством, установленным в магнитофоне. Первоначально ответственность возлагалась на моджахединов ОМИН, но тщательное расследование установило, что попытку предпринял боевик Форкан Масуд Такизаде — хотя к тому времени организация была уже в целом разгромлена.
Попытки убийства известных деятелей Ахмада Ладжеварди и Марджа ат-таклид Абдул-Карима Мусави Ардебили также приписывались Форкан.

## Подозрения
Политический редактор западногерманской газеты Дойче Прессе-Агентур (DPA) Герд Райнер Неу анализировал ситуацию, сложившуюся в Иране после убийств, совершённых Форкан. Он отмечал, что Форкан явно обладала наибольшим в Иране объёмом информации о религиозных лидерах-хомейнистах. Так, после убийства Муттахари активисты Форкан опубликовали сведения о его роли в Совете Исламской революции. На их основе Неу констатировал важную роль убитого Мотаххари как одного из руководителей совета и главы Революционного суда, который к тому времени вынес 180 смертных приговоров.
Западноберлинская газета Berliner Morgenpost 3 мая 1979 опубликовала статью о нескольких политических убийствах в Иране. В этой статье утверждалось, что за восемь дней организация Форкан сумела убить двух крупных деятелей Исламской республики. Сразу после убийства аятоллы Муттахари было объявлено, что Форкан наносит удары только по окружению Хомейни. Муттахари характеризовался как «главный палач», отправлявший на смерть бывших функционеров шахского режима. Из этого делалось предположение, будто боевики Форкан являлись бывшими сотрудниками САВАК и сама организация использовалась для прикрытия шахским подпольем. Аятолла Махмуд Талегани назвал членов Форкан «агентами ЦРУ и САВАК».
13 октября 1979 года восточногерманская газета Die Wahrheit опубликовала сообщение о совершённом Форкан убийстве немецкого бизнесмена. Речь шла о Хансе Иоахиме Лейбе из Мюнхена, работавшем на Мерк и Ко в Тегеране. Газета утверждала, будто Форкан является частью САВАК и связана с западными спецслужбами, которые несут ответственность за убийства нескольких ключевых фигур режима Хомейни. В то же время официальные представители ГДР высказывались осторожнее. В официальном документе посольства ГДР в Тегеране, на Форкан возлагалась ответственность за убийство Ханса Лейба, но отсутствовали утверждения о связях с САВАК. 22 октября 1979 газета Эттелаат также напечатала материал об ответственности Форкан вза убийство Лейба как представителя «Мерк и Ко». Форкан не отрицала своей ответственности, считая Лейба немецким секретным агентом, находившимся в Иране под ложным именем. В чём состояли конкретные претензии к нему, не разъяснялось ни газетой, ни организацией.
Посольство ГДР в Иране сообщило, что Форкан оставил на месте убийства брошюру, в которой объявили свою ответственность за убийство Лейба (как и других убийств иранских религиозных деятелей и представителей правительства). Причина, по которой Форкан убил Лейба, заключалась в том, что «он не был мусульманином и был связан с западным капитализмом», не верил в единство Бога.
Однако обвинения в принадлежности или хотя бы связях Форкан с САВАК не получили никаких доказательных подтверждений. Они основывались на политически мотивированных утверждениях властей Исламской республики. Успешные акции Форкан создавали почву для домыслов на этот счёт, представлявшихся рациональными выводами.

## Ликвидация
Ликвидация Форкан сделалась важнейшей задачей спецслужбы КСИР. Операцией руководил начальник разведки «стражей исламской революции» Мохсен Резайи. Применялись методы интенсивной слежки, использовалась армейская техника электронного наблюдения, вербовались информаторы среди моджахединов. К концу 1979 года спецгруппе Резайи удалось выйти на след Форкан.
Гударзи и его соратники были разысканы и арестованы 18 января 1980. При захвате они оказали сопротивление, пришлось задействовать крупное карательное подразделение. На суде члены Форкан вели себя по-разному: Аскари был склонен к примирению, Гударзи занимал фанатично жёсткую позицию.

С Гударзи бесполезно было пытаться. На суде он практически не вступал в разговоры. Никаких показаний, никаких признаний. Либо угрюмое молчание, либо жёсткая агрессия. Когда к нему обращались, отвечал потоком антиклерикальных лозунгов и обещаний возмездия. «Для меня до сих пор загадка, как может человек быть настолько переполнен ненавистью», — вспоминает судья Абдолмаджид Меадихах, выносивший приговоры на процессе Форкан.

3 июня 1980 Акбар Гударзи и шесть ближайших соратников были расстреляны по обвинению в терроризме. Несколько десятков человек получили длительные сроки заключения. Те участники, которых власти сочли наименее активными и не опасными для режима, были отправлены на ирано-иракский фронт.
Хомейнистская пропаганда характеризовала Форкан как «врагов исламской революции, людей повышенной эмоциональности и криминальных наклонностей, поверхностно читавших Коран». Особо подчёркивалась их связь с ОМИН, делались также заявления о связи Форкан с американским ЦРУ и израильским Моссад (чему не приводилось серьёзных доказательств).

## Значение
Организация Форкан, несмотря на свою немногочисленность, являлась чрезвычайно активной структурой и причислялась к главным противникам теократического режима Хомейни. Её особенность состояла в том, что Форкан в принципе выступала с позиций исламской революции и политического шиизма. Однако Форкан решительно отвергала диктатуру духовенства (как и духовенство вообще), что создало непримиримый антагонизм с теократическим государством.
Деятельность Форкан была замечена в СССР, однако интерпретировалась совершенно несообразно. Советские пропагандистские источники характеризовали Форкан как «контрреволюционную террористическую группировку сторонников свергнутого шахского режима»; утверждалось, будто организацию финансирует из эмиграции Мохаммед Реза Пехлеви. То и другое не имело ничего общего с действительностью.
Память о Форкан сохраняется в современном Иране. Активисты антирежимных выступлений считают членов Форкан «героями подлинной революции». Традиция Форкан в определённой степени сохраняется движением моджахединов.